# Liste von Schulflugzeugen

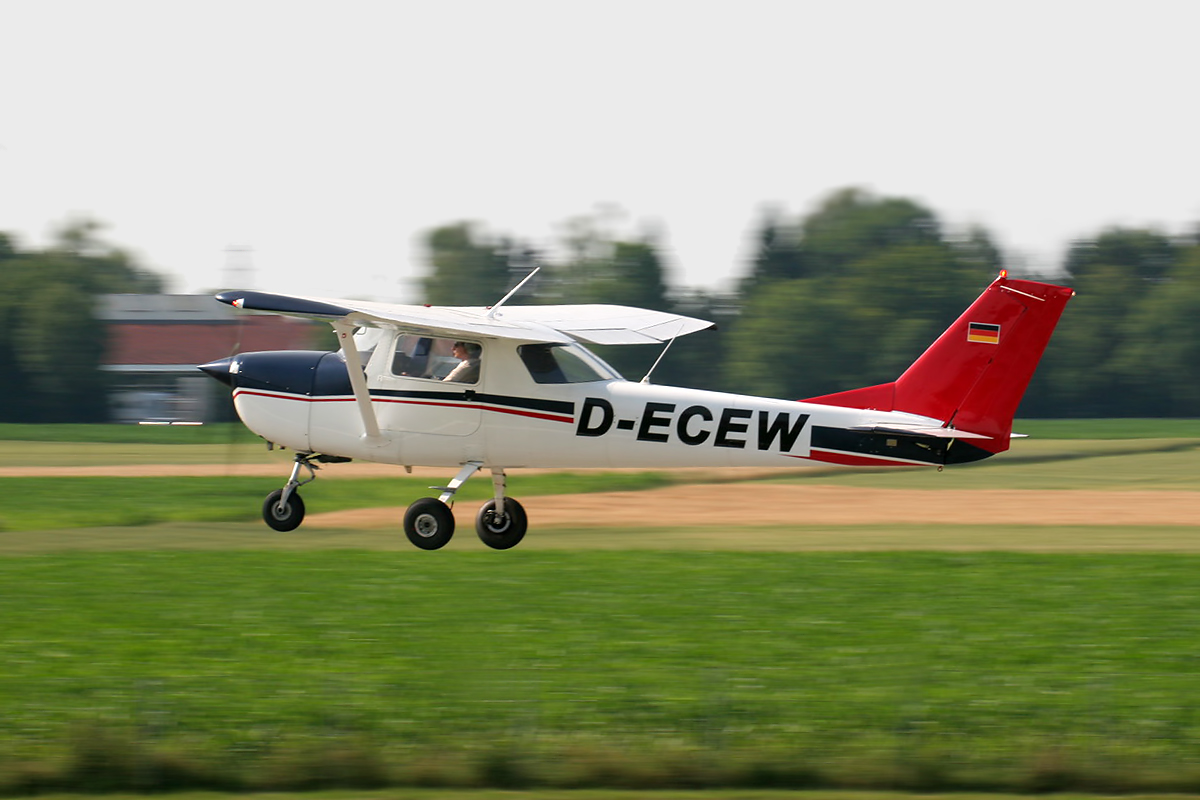
Cessna 150, eines der verbreitetsten Anfänger-Schulflugzeuge (Augsburg 2013)

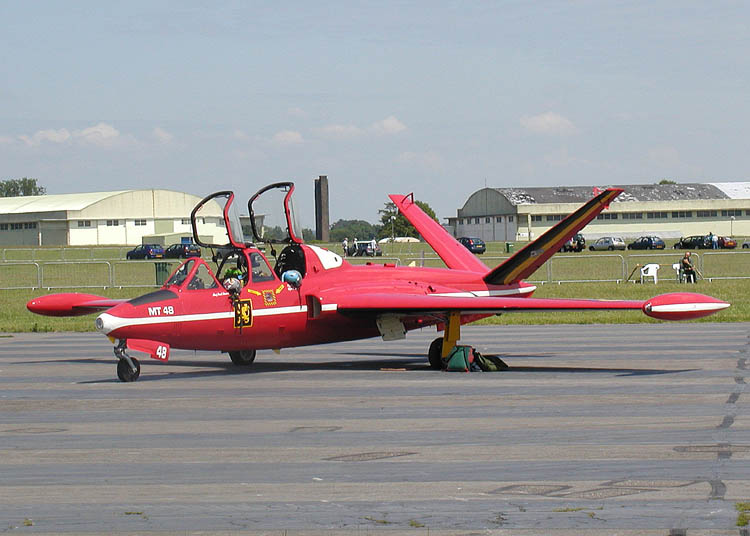
Die Fouga Magister war als sogenannter Strahltrainer eines der ersten düsengetriebenen Schulflugzeuge der Welt

In der Liste von Schulflugzeugen sollen alle Flugzeuge aufgeführt werden, die speziell für die Ausbildung von Piloten konzipiert wurden oder bei deren Konstruktion auch der Ausbildungszweck gezielt mit eingeplant wurde.
Schulflugzeuge sind normalerweise mindestens zweisitzig ausgelegt, damit der Fluglehrer dem Flugschüler Aufgaben und Instruktionen erteilen kann. Zu Demonstrationszwecken oder bei einem Fehlverhalten des Schülers kann der Lehrer über ein Doppelsteuer die Steuerung des Flugzeuges übernehmen.
Bei Anfängerschulflugzeugen handelt es sich meist um besonders leicht zu fliegende einmotorige Flugzeuge. Mit ihnen werden die Manöver der allgemeinen Luftfahrt geübt.
Höchste Anforderungen werden an ein Kampfschulflugzeug gestellt. Diese ähneln sich teilweise sehr stark, da sie nach ähnlichen Anforderungen entworfen wurden. Neben dem Dienst als Schulflugzeuge können sie oft als leichte Jagdbomber verwendet werden (z. B. BAE Hawk, CASA C 101, Dassault/Dornier Alpha Jet und Saab 105).

## Liste von Schulflugzeugen

### Strahlgetriebene Schulflugzeuge
- Aermacchi M-311
- Airbus Future Jet Trainer
- Aermacchi M-346
- Aermacchi MB 326
- Aermacchi MB 339
- Aermacchi S 211
- Aero L-29 Delfín
- Aero L-39 Albatros
- Aero L-59  Super Albatros
- Aero L-159 ALCA
- AIDC AT-3 Tzu Chung
- Dassault/Dornier Alpha Jet
- BAC Jet Provost
- BAE Hawk
- Boeing T-45 Goshawk
- Canadair CL-41 Tutor
- CASA C 101 Aviojet
- Cessna T-37 Tweet
- Fiat G.80
- FMA IA 63 Pampa
- Fokker S.14 Machtrainer
- Folland Gnat
- Fouga Magister
- Fuji T-1
- Guizhou JL-9/FTC-2000 Mountain Eagle
- Hawker Beechcraft T-1 Jayhawk
- North American T-39 Sabreliner
- Hispano Aviación HA-200
- HAL HJT-16 Kiran
- HAL HJT-36 Sitara
- Hongdu JL-8/K-8 Karakorum
- Hongdu L-15 Falcon
- IAR-99 Soim
- Jakowlew Jak-30
- Jakowlew Jak-130
- SAT SR-10
- Kawasaki T-4
- KAI T-50 Golden Eagle
- Lockheed T-33 Shooting Star
- Lockheed T2V SeaStar
- Mikojan-Gurewitsch MiG-AT
- Mitsubishi T-2
- Morane-Saulnier MS.760
- Northrop T-38 Talon
- North American T-2 Buckeye
- OWJ Tazarv
- PZL I-22 Iryda
- PZL TS-11 Iskra
- Saab 105
- Soko Galeb
- Soko G-4 Super Galeb

### Kolbenmotor- und Turbopropgetriebene Schulflugzeuge
- Aermacchi M-290 RediGO
- Aermacchi SF 260
- Aerotec T-23 Uirapuru
- Beechcraft CT-134 Musketeer
- Beechcraft T-34 Mentor
- Calidus B-250
- Cessna 150, Cessna 152
- Cessna 172 Skyhawk (T-41 Mescalero)
- de Havilland Canada DHC-1 Chipmunk
- Diamond DA 40
- Diamond DA42 Twin Star
- Diamond DART 450
- Embraer EMB-312 Tucano
- Embraer EMB-314 Super Tucano
- Enaer T-35 Pillán
- FFA AS-202 Bravo
- Fuji KM-2
- Fuji T-3
- Fuji T-5
- Fuji T-7
- Grade II (auch Libelle genannt)
- Grob G 109
- Grob G 115/Grob Tutor
- Grob G 120A
- Grumman American AA-1
- Hawker Beechcraft T-6 Texan II
- HAL HT-2
- HAL HPT-32 Deepak
- Iljuschin Il-103
- Jakowlew Jak-11
- Jakowlew Jak-18
- Jakowlew Jak-52
- Jakowlew Jak-152
- Jodel D140
- KAI KT-1 Ungbi
- Neiva T-25 Universal
- North American T-6 Texan/Harvard
- North American T-28 Trojan
- PAC CT/4 Airtrainer
- Piaggio P.149
- Piaggio P.150
- Piper PA-28 Cherokee
- Pilatus P-2
- Pilatus P-3
- Pilatus PC-7 Turbo Trainer
- Pilatus PC-9
- Pilatus PC-21
- PZL-130 Orlik
- RFB Fantrainer
- Saab 91 Safir
- Saab MFI-15 Safari/MFI-17 Supporter
- Scheibe SF 25 Falke
- Schweizer SGM 2-37
- Scottish Aviation Bulldog
- Short Tucano
- SIAT 223 Flamingo
- Slingsby T-67 Firefly
- Socata MS-880 Rallye
- Socata TB 30 Epsilon
- Soko 522
- Suchoi Su-29
- TAI Hürkuş
- UTVA 75
- UTVA Lasta 75/95
- Valmet L-70 Vinka
- Zlín Z-26 Trenér
- Zlín Z-42
- Zlín Z-43
- Zlín Z-126 Trener II
- Zlín Z-326
- Zlín Z-526

### Segelflugzeuge
- Allstar SZD-54-2 Perkoz
- Cerva CE-75 Silene
- FES-530 Lehrmeister
- Grob G 103
- Let LF-109 Pionyr
- LET L-13 Blanik
- LET L-23
- LET TG-10
- Patriot
- Scheibe Mü 13 E Bergfalke I
- Scheibe Bergfalke II/55
- Schempp-Hirth Duo Discus 1/2
- Schleicher Ka 2, Ka 2b
- Schleicher Ka 4
- Schleicher K 7
- Schleicher ASK 13
- Schleicher ASK 21
- SG 38
- Slingsby T.21 Sedbergh
- SZD-9 Bocian
- SZD-50 Puchacz
- PZL PW-6